# Hedersplats Vetlanda
Hedersplats Vetlanda är en plats invid Stortorget i centrum där Vetlanda kommun hyllar personer som varit betydelsefulla för kommunen. Personerna hedras med en stjärna. Utmärkelsen instiftades 2007 av Näringslivbolaget Nuvab. I dag ansvarar Vetlanda kommun för Hedersplats Vetlanda.
Stjärnorna är gjutna, och innehåller bland annat namnteckning och motivering av de hedrade. Stjärnorna är framtagna av Vetlanda gjuteri. De finns att beskåda i centrala Vetlanda, på biblioteksgatan.

## Utsedda personer
- 2007 – Werner von Seydlitz, grundare av MP-bolagen
- 2007 – Lena Philipsson, artist
- 2007 – Pälle Näver (postumt), poet
- 2007 – Putte Nelsson, musiker
- 2007 – Jonas Claesson, bandyspelare
- 2008 – Lars-Göran Frisk (postumt), skivsamlare, programledare för Skivor från Vetlanda
- 2009 – Erik Nilsson (postumt), grundare av Erikshjälpen
- 2010 – Arne Jacobsson, journalist, hembygdsforskare och författare
- 2011 – Nils Bouveng (postumt) och Lars Bergenhem, grundare av Sapa
- 2012 – Lina Sandell (postumt), sångförfattare
- 2013 – Conny Kvarnstrand
- 2014 – (ingen utsågs detta år)
- 2015 – Bo Wirebrand, speedwayprofil, samt Berth Järnland och Einar Järnland (båda postumt), entreprenörer, Myresjöhus[1]
- 2016 - Erik Karlsson, hockeyspelare och Bengt Isaksson, nykterhetsrörelsen
- 2017 - Lars Åke "Timpa" Adolfsson, bandyprofil
- 2018 - Bo Andersson, bildoktor
- 2019 - Tomas Carlström, entreprenör
- 2020 - Gunilla Nordberg, historieskribent